# Lexington (Carolina del Nord)
Lexington è una città degli Stati Uniti d'America, situata nella Contea di Davidson nello Stato della Carolina del Nord.